# Cunén
Cunén es un municipio del departamento de Quiché, en la República de Guatemala. De acuerdo al censo de 2018, tenía una población de 47 250 habitantes para 2021, repartidos sobre la cabecera municipal y cuarenta y nueva poblados, entre aldeas, cantones, caseríos y parajes.  La mayoría de la población es de origen k'iche'. 
Cuando los españoles e indígenas tlaxcaltecas y cholultecas invadieron Guatemala en la década de 1520, Cunén y otros poblados indígenas ixiles y uspantekos resistieron varios años a la conquista gracias a su ubicación en la sierra de los Cuchumatanes y a la ferocidad de sus guerreros; tras varios años de derrotar los intentos de conquista española, finalmente fueron derrotados en diciembre de 1530, y los guerreros sobrevivientes fueron marcados como esclavos en castigo a su prolongada resistencia.
Durante la época colonial fue una doctrina del convento de Sacapulas, a cargo de los frailes dominicos hasta 1754. Luego de la Independencia de Centroamérica en 1821 fue parte del departamento de Sololá/Suchitepéquez hasta que el 12 de agosto de 1872, el gobierno de facto del presidente provisorio Miguel García Granados creó el departamento de Quiché, al que ha pertenecido desde entonces.
A partir de 1980 fue escenario de cruentos combates y una política de tierra arrasada entre el Ejército de Guatemala y la agrupación guerrillera Ejército Guerrillero de los Pobres en el período que ha dado en llamarse «genocidio guatemalteco» en 1980 y 1983 durante la Guerra Civil de Guatemala.
La fiesta titular, en honor de Nuestra Señora de Candelaria, se celebra desde el 30 de enero al 3 de febrero.  

## Geografía física
Está ubicado en la Sierra de los Cuchumatanes a una altitud de 1827 m s. n. m. y tiene una extensión de 168 km².

### Clima
La cabecera municipal de Cunén tiene clima templado (Clasificación de Köppen: Cfb).
| Parámetros climáticos promedio de Cunén | Parámetros climáticos promedio de Cunén | Parámetros climáticos promedio de Cunén | Parámetros climáticos promedio de Cunén | Parámetros climáticos promedio de Cunén | Parámetros climáticos promedio de Cunén | Parámetros climáticos promedio de Cunén | Parámetros climáticos promedio de Cunén | Parámetros climáticos promedio de Cunén | Parámetros climáticos promedio de Cunén | Parámetros climáticos promedio de Cunén | Parámetros climáticos promedio de Cunén | Parámetros climáticos promedio de Cunén | Parámetros climáticos promedio de Cunén |
| Mes                                     | Ene.                                    | Feb.                                    | Mar.                                    | Abr.                                    | May.                                    | Jun.                                    | Jul.                                    | Ago.                                    | Sep.                                    | Oct.                                    | Nov.                                    | Dic.                                    | Anual                                   |
| --------------------------------------- | --------------------------------------- | --------------------------------------- | --------------------------------------- | --------------------------------------- | --------------------------------------- | --------------------------------------- | --------------------------------------- | --------------------------------------- | --------------------------------------- | --------------------------------------- | --------------------------------------- | --------------------------------------- | --------------------------------------- |
| Temp. máx. media (°C)                   | 16.7                                    | 17.2                                    | 18.8                                    | 19.4                                    | 18.4                                    | 17.7                                    | 17.2                                    | 17.7                                    | 17.4                                    | 16.4                                    | 16.9                                    | 17.0                                    | 17.6                                    |
| Temp. media (°C)                        | 10.4                                    | 10.6                                    | 12.0                                    | 12.9                                    | 13.0                                    | 13.1                                    | 12.6                                    | 12.5                                    | 12.7                                    | 11.9                                    | 11.3                                    | 11.1                                    | 12                                      |
| Temp. mín. media (°C)                   | 4.2                                     | 4.1                                     | 5.3                                     | 6.4                                     | 7.7                                     | 8.5                                     | 8.0                                     | 7.3                                     | 8.0                                     | 7.4                                     | 5.8                                     | 5.3                                     | 6.5                                     |
| Precipitación total (mm)                | 31                                      | 21                                      | 26                                      | 65                                      | 142                                     | 258                                     | 185                                     | 198                                     | 244                                     | 173                                     | 68                                      | 26                                      | 1437                                    |
| Fuente: Climate-Data.org                |                                         |                                         |                                         |                                         |                                         |                                         |                                         |                                         |                                         |                                         |                                         |                                         |                                         |

### Ubicación geográfica
Cunén está rodeado por municipios del departamento de El Quiché: colinda con los municipios de Uspantán al este, Nebaj al noroeste, Cotzal al norte, Sacapulas al suroeste, y San Andrés Sajcabajá al sur.
| Noroeste: Nebaj     | Norte: San Juan Cotzal    |                |
|                     |                           | Este: Uspantán |
| Suroeste: Sacapulas | Sur: San Andrés Sajcabajá |                |

## Gobierno municipal
Los municipios se encuentran regulados en diversas leyes de la República, que establecen su forma de organización, lo relativo a la conformación de sus órganos administrativos y los tributos destinados para los mismos.  Aunque se trata de entidades autónomas, se encuentran sujetos a la legislación nacional y las principales leyes que los rigen desde 1985 son:
| N.º | Ley                                                | Descripción |
| --- | -------------------------------------------------- | --- |
| 1   | Constitución Política de la República de Guatemala | Tiene una regulación legal específica para los municipios en los artículos 253 al 262. |
| 2   | Ley Electoral y de Partidos Políticos              | Ley de carácter constitucional aplicable a los municipios en el tema de la conformación de sus autoridades electas. |
| 3   | Código Municipal                                   | Decreto 12-2002 del Congreso de la República de Guatemala. Tiene la categoría de ley ordinaria y contiene preceptos generales aplicables a todos los municipios, e inclusive contiene legislación referente a la creación de los municipios.             |
| 4   | Ley de Servicio Municipal                          | Decreto 1-87 del Congreso de la República de Guatemala. Regula las relaciones entra la municipalidad y los servidores públicos en materia laboral. Tiene su base constitucional en el artículo 262 de la constitución que ordena la emisión de la misma. |
| 5   | Ley General de Descentralización                   | Decreto 14-2002 del Congreso de la República de Guatemala. Regula el deber constitucional del Estado, y por ende del municipio, de promover y aplicar la descentralización y desconcentración económica y administrativa.                                |

El gobierno de los municipios está a cargo de un Concejo Municipal mientras que el código municipal —ley ordinaria que contiene disposiciones que se aplican a todos los municipios— establece que «el concejo municipal es el órgano colegiado superior de deliberación y de decisión de los asuntos municipales […] y tiene su sede en la circunscripción de la cabecera municipal»; el artículo 33 del mencionado código establece que «[le] corresponde con exclusividad al concejo municipal el ejercicio del gobierno del municipio».
El concejo municipal se integra con el alcalde, los síndicos y concejales, electos directamente por sufragio universal y secreto para un período de cuatro años, pudiendo ser reelectos.
Existen también las Alcaldías Auxiliares, los Comités Comunitarios de Desarrollo (COCODE), el Comité Municipal del Desarrollo (COMUDE), las asociaciones culturales y las comisiones de trabajo. Los alcaldes auxiliares son elegidos por las comunidades de acuerdo a sus principios y tradiciones, y se reúnen con el alcalde municipal el primer domingo de cada mes, mientras que los Comités Comunitarios de Desarrollo y el Comité Municipal de Desarrollo organizan y facilitan la participación de las comunidades priorizando necesidades y problemas.

## Historia

### Conquista española

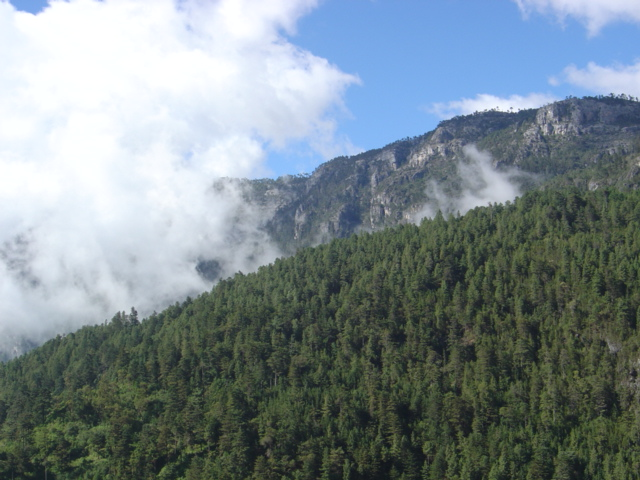
El terreno difícil y la lejanía de los Cuchumatanes, hicieron su conquista difícil.

En los diez años después de la caída de Zaculeu, los españoles  trataron de invadir la Sierra de los Cuchumatanes para conquistar a los pueblos chuj y q'anjob'al y para buscar oro, plata y otras riquezas; sin embargo, la lejanía y la dificultad del terreno hicieron que su conquista resultara difícil.
Después de los españoles conquistaron la parte occidental de la sierra de los Cuchumatanes, los ixiles y uspantecos(uspantek) los lograron evadir; estos pueblos eran aliados y en 1529 los guerreros uspantecos estaban hostigando a las fuerzas españolas tratando de fomentar la rebelión entre los quichés. Gaspar Arias, magistrado de Guatemala, penetró en los Cuchumatanes orientales con una infantería de sesenta soldados españoles y trescientos guerreros aliados indígenas y a principios de septiembre había logrado imponer la autoridad española temporalmente en el área que ocupan los modernos poblados de Chajul y Nebaj. Luego, cuando marchaba al este hacia Uspantán, Arias recibió aviso de que el gobernador en funciones de Guatemala, Francisco de Orduña, lo había destituido como magistrado y tuvo que regresar a Guatemala, dejando al mando al inexperto Pedro de Olmos. Olmos lanzó un desastroso asalto frontal a la ciudad, en donde los españoles fueron emboscados por la retaguardia por más de dos mil guerreros uspantecos; los sobrevivientes que lograron escapar, regresaron, hostigados, a la guarnición española en Q'umarkaj.
Un año más tarde, Francisco de Castellanos encabezó una nueva expedición militar contra los ixiles y uspantecos, con ocho cabos, treinta y dos hombres montados, cuarenta soldados españoles a pie y cientos de guerreros aliados indígenas; en las laderas más altas de los Cuchumatanes, en el área que ocupa el moderno municipio de Sacapulas, se enfrentaron contra casi cinco mil guerreros ixiles procedentes de Nebaj y asentamientos cercanos. Las fuerzas españolas asediaron la ciudad y sus aliados indígenas lograron escalar las paredes, penetrar en la fortaleza y le prendieron fuego; los sobrevivientes fueron marcados como esclavos para castigarles por su resistencia. Los habitantes de Chajul, al saberlo, inmediatamente se rindieron y los españoles continuaron hacia Uspantán en donde había diez mil guerreros, procedentes del área ocupada por los modernos municipios de Cotzal, Cunén, Sacapulas y Verapaz; el despliegue de la caballería española y el uso de las armas de fuego decidieron la batalla en favor de los españoles que ocuparon Uspantán y nuevamente marcaron como esclavos a todos los guerreros supervivientes. Los pueblos en los alrededores también se rindieron y en diciembre de 1530 finalizó la conquista de los Cuchumatanes.

### Época colonial: doctrina de los dominicos

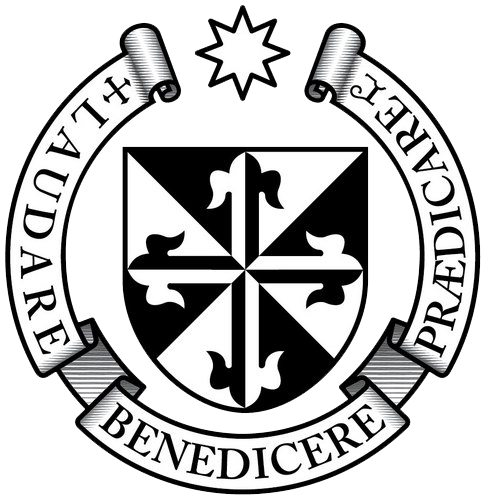
Escudo de la Orden de Predicadores.

La Corona española se enfocó en la catequización de los indígenas; las congregaciones fundadas por los misioneros reales en el Nuevo Mundo fueron llamadas «doctrinas de indios» o simplemente «doctrinas». Originalmente, los frailes tenían únicamente una misión temporal: enseñarle la fe católica a los indígenas, para luego dar paso a parroquias seculares como las establecidas en España; con este fin, los frailes debían haber enseñado los evangelios y el idioma español a los nativos. Ya cuando los indígenas estuvieran catequizados y hablaran español, podrían empezar a vivir en parroquias y a contribuir con el diezmo, como hacían los peninsulares.
Pero este plan nunca se llevó a cabo, principalmente porque la corona perdió el control de las órdenes regulares tan pronto como los miembros de éstas se embarcaron para América. Por otra parte, protegidos por sus privilegios apostólicos para ayudar a la conversión de los indígenas, los misionares solamente atendieron a la autoridad de sus priores y provinciales, y no a la de las autoridades españolas ni a las de los obispos. Los provinciales de las órdenes, a su vez, únicamente rendían cuentas a los líderes de su orden y no a la corona; una vez habían establecido una doctrina, protegían sus intereses en ella, incluso en contra de los intereses del rey y de esta forma las doctrinas pasaron a ser pueblos de indios que se quedaron establecidos para todo el resto de la colonia.

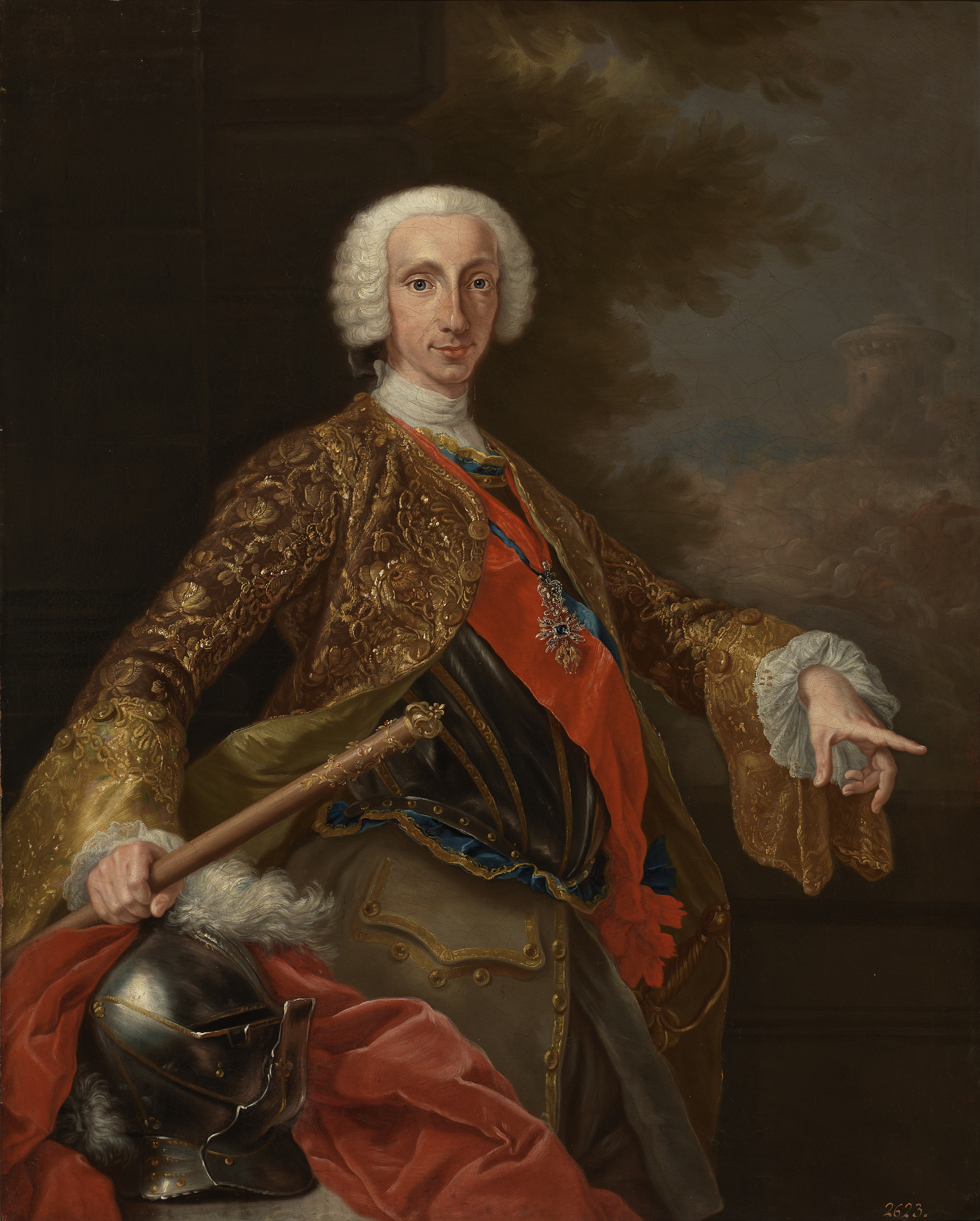
Rey Carlos III de España, promotor de las reformas borbónicas.

Las doctrinas fueron fundadas a discreción de los frailes, ya que tenían libertad completa para establecer comunidades para catequizar a los indígenas, con la esperanza de que estas pasaran con el tiempo a la jurisdicción de una parroquia secular a la que se le pagaría el diezmo; en realidad, lo que ocurrió fue que las doctrinas crecieron sin control y nunca pasaron al control de parroquias. La administración colectiva por parte del grupo de frailes eran la característica más importante de las doctrinas ya que garantizaba la continuación del sistema de la comunidad en caso falleciese uno de los dirigentes.
En 1638, los dominicos separaron a sus grandes doctrinas —que les representaban considerables ingresos económicos— en grupos centrados en sus seis conventos: Los conventos estaban en: la ciudad de Santiago de los Caballeros de Guatemala, Amatitlán, Verapaz, Sonsonate, San Salvador y Sacapulas. Específicamente en Sacapulas, la doctrina abarcaba los poblados de Sacapulas, Cunén, Nebaj, Santa Cruz del Quiché, San Andrés Sajcabajá, Zacualpa y Chichicastenango.
En 1754, en virtud de una Real Cédula parte de las Reformas Borbónicas, todos los curatos de las órdenes regulares fueron traspasados al clero secular. En 1765 se publicaron las reformas borbónicas de la Corona española, que pretendían recuperar el poder real sobre las colonias y aumentar la recaudación fiscal. Con estas reformas se crearon los estancos para controlar la producción de las bebidas embriagantes, el tabaco, la pólvora, los naipes y el patio de gallos. La real hacienda subastaba el estanco anualmente y un particular lo compraba, convirtiéndose así en el dueño del monopolio de cierto producto. Ese mismo año se crearon cuatro subdelegaciones de la Real Hacienda en San Salvador, Ciudad Real, Comayagua y León y la estructura político administrativa de la Capitanía General de Guatemala cambió a quince provincias:
Además de esta redistribución administrativa, la Corona española estableció una política tendiente a disminuir el poder de la Iglesia católica, el cual hasta ese momento era prácticamente absoluto sobre los vasallos españoles. Esta política de disminución de poder de la iglesia se basaba en la Ilustración

### Tras la independencia de Centroamérica
Tras la independencia de Centroamérica en 1821 se inició la guerra civil centroamericana entre los conservadores que querían mantener el poder de las órdenes regulares y los liberales que querían expulsarlas.  En 1829, luego de la victoria de Francisco Morazán en Guatemala, el gobierno conservador de Mariano de Aycinena y Piñol fue derrocado y los miembros del Clan Aycinena y de las órdenes regulares fueron expulsados de Centroamérica, dejando únicamente a los miembros del clero secular, aunque muy debilitados por la abolición del diezmo obligatorio.  Para Cunén, esto fue un golpe fuerte dado que los dominicos fueron expulsados dejando abandonada su doctrina; en 1836, el gobierno liberal de Mariano Gálvez integró a Cunén al distrito de Sololá.
Tras el retorno de los conservadores al poder en 1840 las órdenes regulares retornaron a Guatemala, pero ya no recuperaron sus antiguas propiedades.

### Tras la Reforma Liberal
El clero regular fue nuevamente expulsado tras el triunfo de la Reforma Liberal en 1871 y el presidente de facto provisiorio Miguel García Granados dispuso crear el departamento de Quiché para mejorar la administración territorial de la República dada la enorme extensión del territorio de Totonicapán/Huehuetenango y de Sololá/Suchitepéquez. De esta cuenta, el 12 de agosto de 1872 Cunén —o «Cunem» como se le decía entonces— pasó a formar parte del nuevo departamento de Quiché, junto con la nueva cabecera Santa Cruz del Quiché y Joyabaj, Lemoa, Chichicastenango, Chinic, Chiché, Patzité, San Andrés Joyabajá, San Pedro Jocopilas, San Miguel Uspantán, Cotzal, Chujuyup, San Bartolo Jocotenango, Sacapulas, Nebaj, Chajul, Caniyá y Sacualpa.

### SigloXX
El gobierno del general Jorge Ubico declaró a Cunén como monumento nacional precolombino el 24 de abril de 1931.
En cuanto a la cabecera municipal, ésta no siempre estuvo asentado en su actual sitio, sino que estuvo en el lugar que ocupa la moderna aldea «Los Trigales»; debido a un deslave en uno de los cerros aledaños, a causa de las inclemencias de un invierno, tuvo que trasladarse.

### Guerra Civil de Guatemala
Durante la Guerra Civil de Guatemala Cunén se encontró inmerso en el radio de acción del Ejército Guerrillero de los Pobres, una de las organizaciones guerrilleras que operaban en Guatemala y que justificaban sus atentados contra bienes particulares y del Estado argumentando que afectaban, por un lado, los intereses económicos del Estado y de los sectores productivos, y por el otro, que vulneraban al Ejército. En el reporte de la Comisión para el Esclarecimiento Histórico, miembros del EGP indicaron que «destruir infraestructura con el concepto de decir vamos a destruir la infraestructura del país, para dañar el país, eso no. Siempre tenía una explicación... en relación a la guerra que estábamos viviendo y en relación al momento táctico que para qué íbamos a volar este puente, sí lo íbamos a volar para que el Ejército no pasara y para que no siguiera con su barbarie... para cortarle el avance y la retirada... Pero lo que es de Nentón para el norte, la carretera se cerró [finales 81 inicio 82], no entraba el Ejército, no entraba ninguna autoridad, estaban cortados los postes de telegrafía que eran los medios de comunicación que había aparte de la carretera».  «Al cortar la energía que llegara al cuartel (del Ejército) se cortaba la energía de toda la población, creando descontento entre el pueblo.  Después, esos sabotajes se generalizaron para «provocar ya un descontrol total en todo el país e ir preparando condiciones para pasar a un período casi de pre-insurrección».
Los ataques del EGP que afectaron a Cunén fueron:
| Fecha                   | Objetivo                                                                               | Resultado                                                                                             |
| ----------------------- | -------------------------------------------------------------------------------------- | --- |
| 16 de noviembre de 1981 | Instalaciones eléctricas del INDE en Santa Cruz del Quiché                             | Dejó sin energía eléctrica a todos los municipios aledaños.                                           |
| 18 de diciembre de 1981 | Puente «El Tesoro» en Quiché                                                           | Destrucción total del puente, cortando el acceso al Ejército.                                         |
| 21 de diciembre de 1981 | Municipalidad y oficinas de correos y telégrafos de Cunén, Quiché                      | Quemaron los documentos del registro civil y luego las instalaciones de la municipalidad.             |
| 19 de enero de 1982     | Planta de energía eléctrica del INDE en Santa Cruz del Quiché                          | Una bomba destruyó la planta de energía, dejando sin suministro a todos los municipios que la rodean. |
| 27 de enero de 1982     | Puentes que comunican las poblaciones de San Miguel Uspantán, Nebaj y Chajul en Quiché | Destrucción total de los dos puentes, cortando el acceso al Ejército.                                 |

Para contrarrestar el auge de la ofensiva guerrilla tras el triunfo de la Revolución Sandinista en Nicaragua en 1979, el gobierno del general Fernando Romeo Lucas García inició la ofensiva de «Tierra Arrasada» en la región en donde operaba el Ejército Guerrillero de los Pobres, en el área de Chajul, Nebaj e Ixcán en El Quiché -región petrolera y fértil de la Franja Transversal del Norte-;  como parte de esta ofensiva, se dieron intensos ataques a poblaciones civiles que resultaron en masacres que fueron registradas por el informe REHMI y los informes de la Comisión para el Esclarecimiento Histórico. Una de cada seis masacres se realizó en un día importante para la comunidad; ya fuera en día de mercado, de fiesta, o de reuniones de carácter religioso, los ataques en días señalados trataban de aprovechar la concentración de población para desarrollar de manera más masiva sus acciones y en algunos casos tenían un claro significado simbólico. Este aspecto, junto con la concentración de la población, y el control de la situación mostrado por el Ejército, muestra que los ataques fueron planificados.
En otras ocasiones las masacres se dieron en el marco de operativos a gran escala con gran despliegue de fuerzas militares y apoyo de la aviación que bombardeó esas zonas. Al menos una de cada nueve comunidades habría sufrido bombardeos asociados a masacres, ya fuera en los días anteriores o después del bombardeo. Las regiones más bombardeadas fueron las comunidades del área ixil y Sacapulas, algunas zonas de Baja Verapaz y de Huehuetenango. Después del ataque lo más frecuente fue que la gente huyera (40%) como forma de defender su vida, ya fuera a la montaña, al exilio a México o a otra comunidad; una de cada seis aldeas que sufrieron masacres quedó completamente arrasada. A la población maya k'iche' que se refugió en la montaña, el Ejército la identificó con la guerrilla; y entonces la sometió a un cerco militar, a continuos ataques que imposibilitaron su alimentación, alojamiento y asistencia médica. Estas poblaciones permanecieron entre uno y dos años en las montañas de los alrededores de sus comunidades, para desplazarse después hacia las Guacamayas, donde quedaron aisladas por la persistencia del asedio militar. Muchas personas murieron de hambre.
Específicamente en Cunén, las fuerzas armadas habrían cometido masacres en la cabecera municipal en enero de 1981, y en el caserío Chutuj de la aldea Chimanzana en enero de 1982.

## Sitios turísticos y vías de acceso
Cunén cuenta con varios sitios de interés turístico entre los que están: la catarata «El Chorro», sitio arqueológico Xequixtun, cerro «Siete Orejas», laguna «La Hacienda», meseta «Llano de los Ratones» y «Las Grutas».
La carretera de acceso se encuentra asfaltada y en muy buen estado desde la Ciudad de Guatemala hasta Sacapulas, pero de allí en adelante tiene algunos tramos de terracería y, debido a lo quebrado del terreno, otras porciones en mal estado.  Las variaciones de altitud combinada con las quebradas otorgan vistas impresionantes aunque el estado de la carretera no sea óptimo.